# Liste der Flaggen der Vereinigten Staaten

## Nationalflagge und Siegel
| Flagge/Siegel | Datum             | Funktion                         | Beschreibung |
| ------------- | ----------------- | -------------------------------- | --- |
|               | seit 4. Juli 1960 | Stars and Stripes Flagge der USA | 7 rote und 6 weiße Querstreifen, im Gösch ein blaues Feld mit 50 weißen Sternen |
|               | seit 1782         | Siegel der USA                   | Das Siegel zeigt einen Weißkopfseeadler, der in seinen Fängen einen Olivenzweig und ein Pfeilbündel hält, was die Bereitschaft zum Frieden, aber auch zum Kampf ausdrücken soll. In seinem Schnabel trägt er ein Band mit dem Wahlspruch der USA: E pluribus unum (lat.: „Aus vielen eines“).                 |
|               | seit 1782         | Rückseite des Siegels der USA    | Die 13-stufige Pyramide auf der Rückseite hat an der Basis die römische Zahl MDCCLXXVI (1776), das Gründungsjahr der USA. Außerdem erscheint die Pyramide mit dem abgehobenen Schlussstein als unvollendet. Der lateinische Spruch Annuit cœptis bedeutet so viel wie „Er (Gott) hat das Begonnene gesegnet“. |

## Dienstflaggen

### Militärische Flaggen, Siegel und Hoheitszeichen
| Flagge/Siegel Hoheitszeichen | Datum                           | Funktion | Beschreibung/Bemerkung |
| ---------------------------- | ------------------------------- | --- | --- |
|                              |                                 | Siegel des Marine-Ministeriums (Department of the Navy)                                                                           | Das Siegel zeigt ein dreimastiges Segelschiff unter Segel, davor einen Anker und den US-amerikanischen Wappenadler. Die Inschrift lautet oben Department of the Navy und unten United States of America. |
|                              | 1960–1975, 1976–2002; seit 2019 | Gösch der US Navy | 50 weiße Sterne auf blauem Tuch. |
|                              | 1975–1976, 2002–2019            | Gösch der US Navy im Krieg gegen den Terror (First Navy Jack)                                                                     | Sieben rote und sechs weiße Querstreifen, diagonal eine Klapperschlange, im untersten weißen Streifen der schwarze Text: Dont tread on me („Tritt nicht auf mich“). Eine Flagge mit ähnlichem Motiv (Klapperschlange auf gelbem Grund mit identischem Wahlspruch) war die Gadsden Flag, die in der amerikanischen Unabhängigkeitsbewegung um 1775 geführt wurde. |
|                              |                                 | Siegel des Heeresministeriums (Department of the Army)                                                                            | |
|                              |                                 | Logo der US Army | |
|                              | seit 1947                       | Siegel des Luftstreitkräfte-Ministeriums (Department of the Air Force)                                                            | |
|                              |                                 | Hoheitszeichen an Militärflugzeugen und -Hubschraubern der US Air Force, US Army, US Coast Guard, US Marine Corps und der US Navy | |
|                              |                                 | Logo der US Air Force | |
|                              |                                 | Siegel des US Marine Corps | |
|                              |                                 | Flagge des US Marine Corps | |
|                              |                                 | Flagge der US Coast Guard | |
|                              |                                 | Flagge der US Army | |
|                              | seit 15. Mai 2020               | Flagge des US Space Force | |
|                              |                                 | Flagge des Chief of Staff of the Army                                                                                             | |

## Flaggen und Siegel der Bundesstaaten
(in alphabetischer Reihenfolge: Name des Staates, Reihenfolge des Beitritts (R.), Gründerstaaten fett)
| Flagge                  | Siegel / Wappen | Beitritt | aktuelle Flagge eingeführt | Bundesstaat    | R. | Hauptartikel             |
| ----------------------- | --------------- | -------- | -------------------------- | -------------- | -- | ------------------------ |
|                         |                 | 1819     | 1895                       | Alabama        | 22 | Flagge Alabamas          |
|                         |                 | 1959     | 1959                       | Alaska         | 49 | Flagge Alaskas           |
|                         |                 | 1912     | 1917                       | Arizona        | 48 | Flagge Arizonas          |
|                         |                 | 1836     | 1913                       | Arkansas       | 25 | Flagge von Arkansas      |
|                         |                 | 1876     | 1911                       | Colorado       | 38 | Flagge Colorados         |
|                         |                 | 1788     | 1897                       | Connecticut    | 5  | Flagge Connecticuts      |
|                         |                 | 1787     | 1913                       | Delaware       | 1  | Flagge Delawares         |
|                         |                 | 1845     | 1900                       | Florida        | 27 | Flagge Floridas          |
|                         |                 | 1788     | 2003                       | Georgia        | 4  | Flagge Georgias          |
|                         |                 | 1959     | 1816                       | Hawaii         | 50 | Flagge Hawaiis           |
|                         |                 | 1890     | 1907                       | Idaho          | 43 | Flagge Idahos            |
|                         |                 | 1818     | 1915                       | Illinois       | 21 | Flagge von Illinois      |
|                         |                 | 1816     | 1917                       | Indiana        | 19 | Flagge Indianas          |
|                         |                 | 1846     | 1921                       | Iowa           | 29 | Flagge Iowas             |
|                         |                 | 1850     | 1911                       | Kalifornien    | 31 | Flagge Kaliforniens      |
|                         |                 | 1861     | 1927                       | Kansas         | 34 | Flagge von Kansas        |
|                         |                 | 1792     | 1918                       | Kentucky       | 15 | Flagge Kentuckys         |
|                         |                 | 1812     | 1912                       | Louisiana      | 18 | Flagge Louisianas        |
|                         |                 | 1820     | 1909                       | Maine          | 23 | Flagge Maines            |
|                         |                 | 1788     | 1904                       | Maryland       | 7  | Flagge Marylands         |
|                         |                 | 1788     | 1908                       | Massachusetts  | 6  | Flagge von Massachusetts |
|                         |                 | 1837     | 1911                       | Michigan       | 26 | Flagge Michigans         |
|                         |                 | 1858     | 2024                       | Minnesota      | 32 | Flagge Minnesotas        |
|                         |                 | 1817     | 2020                       | Mississippi    | 20 | Flagge Mississippis      |
|                         |                 | 1821     | 1913                       | Missouri       | 24 | Flagge Missouris         |
|                         |                 | 1889     | 1905                       | Montana        | 41 | Flagge Montanas          |
|                         |                 | 1867     | 1925                       | Nebraska       | 37 | Flagge Nebraskas         |
|                         |                 | 1864     | 1929                       | Nevada         | 36 | Flagge Nevadas           |
|                         |                 | 1788     | 1932                       | New Hampshire  | 9  | Flagge New Hampshires    |
|                         |                 | 1787     | 1896                       | New Jersey     | 3  | Flagge New Jerseys       |
|                         |                 | 1912     | 1920                       | New Mexico     | 47 | Flagge New Mexicos       |
|                         |                 | 1788     | 1901                       | New York       | 11 | Flagge New Yorks         |
|                         |                 | 1789     | 1885                       | North Carolina | 12 | Flagge North Carolinas   |
|                         |                 | 1889     | 1911                       | North Dakota   | 39 | Flagge North Dakotas     |
|                         |                 | 1803     | 1902                       | Ohio           | 17 | Flagge Ohios             |
|                         |                 | 1907     | 1925                       | Oklahoma       | 46 | Flagge Oklahomas         |
| Vorderseite: Rückseite: |                 | 1859     | 1925                       | Oregon         | 33 | Flagge Oregons           |
|                         |                 | 1787     | 1907                       | Pennsylvania   | 2  | Flagge Pennsylvanias     |
|                         |                 | 1790     | 1897                       | Rhode Island   | 13 | Flagge Rhode Islands     |
|                         |                 | 1788     | 1861                       | South Carolina | 8  | Flagge South Carolinas   |
|                         |                 | 1889     | 1963                       | South Dakota   | 40 | Flagge South Dakotas     |
|                         |                 | 1796     | 1905                       | Tennessee      | 16 | Flagge Tennessees        |
|                         |                 | 1845     | 1839                       | Texas          | 28 | Flagge von Texas         |
|                         |                 | 1896     | 2024                       | Utah           | 45 | Flagge Utahs             |
|                         |                 | 1791     | 1923                       | Vermont        | 14 | Flagge Vermonts          |
|                         |                 | 1788     | 1861                       | Virginia       | 10 | Flagge Virginias         |
|                         |                 | 1889     | 1923                       | Washington     | 42 | Flagge Washingtons       |
|                         |                 | 1863     | 1929                       | West Virginia  | 35 | Flagge West Virginias    |
|                         |                 | 1848     | 1913                       | Wisconsin      | 30 | Flagge Wisconsins        |
|                         |                 | 1890     | 1917                       | Wyoming        | 44 | Flagge Wyomings          |

### Flagge des District of Columbia
| Flagge | Siegel / Wappen | Gründung | aktuelle Flagge eingeführt | Hauptstadtdistrikt   | Hauptartikel                     |
| ------ | --------------- | -------- | -------------------------- | -------------------- | -------------------------------- |
|        |                 | 1790     | 1938                       | District of Columbia | Flagge des Districts of Columbia |

## Flaggen derAußengebiete der Vereinigten Staaten

### Amerikanisch-Ozeanien
| Flagge        | Siegel/Wappen | Anschluss | aktuelle Flagge eingeführt | Überseegebiet      | Hauptartikel                                     |
| ------------- | ------------- | --------- | -------------------------- | ------------------ | ------------------------------------------------ |
|               |               | 1898      | 1948                       | Guam               | Flagge Guams                                     |
| (inoffiziell) |               | 1898      |                            | Johnstoninsel      | Flaggen der United States Minor Outlying Islands |
|               |               | 1898      | 1976                       | Nördliche Marianen | Flagge der Nördlichen Marianen                   |
| (inoffiziell) |               | 1867      |                            | Midwayinseln       | Flaggen der United States Minor Outlying Islands |
| (Keine)       |               | 1898      |                            | Palmyra            | Flaggen der United States Minor Outlying Islands |
|               |               | 1899      | 1960                       | Amerikanisch-Samoa | Flagge Amerikanisch-Samoas                       |
| (inoffiziell) |               | 1899      |                            | Wake               | Flaggen der United States Minor Outlying Islands |

### Außengebiete in derKaribik
| Flagge  | Siegel/Wappen | Anschluss | aktuelle Flagge eingeführt | Überseegebiet                | Beschreibung / Bemerkung                                     |
| ------- | ------------- | --------- | -------------------------- | ---------------------------- | ------------------------------------------------------------ |
|         |               | 1917      | 1921                       | Amerikanische Jungferninseln | siehe auch: Flagge der Amerikanischen Jungferninseln         |
| (Keine) |               | 1857      |                            | Navassa                      | siehe auch: Flaggen der United States Minor Outlying Islands |
|         |               | 1898      | 1894                       | Puerto Rico                  | siehe auch: Flagge Puerto Ricos                              |

## Regionale Flaggen
Viele Städte und Counties führen ihre eigenen Flaggen und Siegel, hier werden jene der fünf größten Städte aufgeführt.
| Flagge | Siegel/Wappen | Datum                       | Region/Stadt  | Beschreibung / Bemerkung |
| ------ | ------------- | --------------------------- | ------------- | --- |
|        |               | 1915                        | New York City | New York führt die Farben der Vereinigten Niederlande weiter mit dem Stadtsiegel in der Mitte. Das Siegel zeigt einen Siedler und einen Indianer. |
|        |               | 1905 (Siegel) 1931 (Flagge) | Los Angeles   | Die Farben Grün, Orange und Rot sollen Oliven, Orangen und Weintrauben darstellen. In der Mitte ist das Siegel von Los Angeles. Innerhalb des Kreises wird der Schild von Trauben, Oliven und Orangen umgeben, den wichtigsten Früchten, die in Kalifornien angebaut werden. Diese sind ebenfalls in den Farben der Flagge von Los Angeles symbolisiert. Die Früchte liegen auf goldenem Hintergrund und werden von einem 77-perligen Rosenkranz umgeben. Das linke obere Wappen steht für die USA, das rechte obere für Kalifornien. Das linke untere für Mexiko und das rechte unter für Kastilien und León. |
|        |               | 1770er                      | Chicago       | Die drei weißen Streifen stehen für den Norden, den Westen und den Süden der Stadt. Der obere blaue Streifen steht für den Lake Michigan und den nördlichen Arm des Chicago Rivers. Der untere blaue Streifen steht für den südlichen Arm des Chicago Rivers und den Großen Kanal. Die vier Sterne stehen für Fort Dearborn, für das große Feuer von 1871, die World’s Columbian Exposition von 1893 und die A-Century-of-Progress-Ausstellung. |
|        |               | 1840 (Siegel) 1915 (Flagge) | Houston       | Die Flagge zeigt das Siegel in einem fünfzackigen Stern. Die Lokomotive des Wappens steht für Fortschritt, der Pflug für die Landwirtschaft von Texas. |
|        |               | 1990                        | Phoenix       | Die Flagge und das Wappen symbolisieren einen Phönix, nach dem die Stadt benannt ist. |

## Historische Flaggen und Symbole

### Flaggen derUnabhängigkeitsbewegung
| Flagge | Datum   | Beschreibung / Bemerkung |
| ------ | ------- | --- |
|        |         | ursprüngliche Sons of Liberty Flag Die Söhne der Freiheit (englisch: Sons of Liberty) waren eine Gruppe von jungen und enthusiastischen Patrioten vor der Revolution. |
|        | um 1765 | spätere Sons of Liberty Flag |
|        | um 1775 | Grand Union Flag (auch Continental Flag), ursprünglicher Union Jack im Obereck, eine der Flaggen der Unabhängigkeitsbewegung, die aber noch die Zusammengehörigkeit zum Mutterland betont und die ursprüngliche Forderung nach lokaler Selbstbestimmung unterstreicht.                  |
|        | um 1775 | Gadsden Flag, gelbe Flagge mit einer Klapperschlange und dem Text Dont Tread On Me (Tritt nicht auf mich!). Das Klapperschlangensymbol wurde von Benjamin Franklin unterstützt und tauchte in vielen weiteren Flaggen, so auch im First Navy Jack, dem aktuellen Gösch der US-Navy auf. |

### Entwicklung der Unionsflagge
| Sterne | Flagge | Datum                       | Neuer Staat (Beitritt) | Beschreibung / Bemerkung |
| ------ | ------ | --------------------------- | --- | --- |
| 13     |        | 14. Juni 1777 – 1. Mai 1795 | – | 13 Sterne und 13 Streifen stehen für die 13 Gründerstaaten |
| 13     |        | 14. Juni 1777 – 1. Mai 1795 | – | Betsy Ross Flag (auch Francis Hopkinson Flag), Flagge der Union mit 13 Streifen und 13 im Kreis angeordneten Sternen für die Dreizehn Kolonien, Nationalflagge nach der Unabhängigkeitserklärung, Anordnung der Sterne war noch nicht definiert, weshalb es auch andere Varianten dieser Flaggen gab. |
| 15     |        | 1. Mai 1795 – 3. Juli 1818  | Kentucky (1. Juni 1792) Vermont (4. März 1791)                                                                                                 | Star Spangled Banner 8 rote und 7 weiße Streifen (15 Streifen!), im blauen Gösch 15 weiße Sterne. Diese Flagge war die in der US-Nationalhymne geehrte Fahne. |
| 20     |        | 4. Juli 1818 – 3. Juli 1819 | Tennessee (1. Juni 1796) Ohio (1. März 1803) Louisiana (30. April 1812) Indiana (11. Dezember 1816) Mississippi (10. Dezember 1817)            | Nach fünf neuen Beitritten und einem neuen Flaggengesetz, das die Streifen auf 13 begrenzte und die Einführung neuer Sterne für neue Bundesstaaten im Gösch auf den dem Beitritt folgenden 4. Juli festlegte, wurden 20 Sterne im Gösch eingeführt.                                                   |
| 20     |        | 4. Juli 1818 – 3. Juli 1819 | Tennessee (1. Juni 1796) Ohio (1. März 1803) Louisiana (30. April 1812) Indiana (11. Dezember 1816) Mississippi (10. Dezember 1817)            | Das neue Flaggengesetz definierte allerdings die Anordnung und Farbe der Sterne nicht. So wurden auch sogenannte Great Star Flags, deren kleinere Sterne einen großen bildeten, geführt. |
| 21     |        | 4. Juli 1819 – 3. Juli 1820 | Illinois (3. Dezember 1818) | |
| 23     |        | 4. Juli 1820 – 3. Juli 1822 | Alabama (14. Dezember 1819) Maine (15. März 1820)                                                                                              | |
| 24     |        | 4. Juli 1822 – 3. Juli 1836 | Missouri (10. August 1821) | |
| 25     |        | 4. Juli 1836 – 3. Juli 1837 | Arkansas (15. Juni 1836) | |
| 26     |        | 4. Juli 1837 – 3. Juli 1845 | Michigan (26. Januar 1837) | |
| 26     |        | 4. Juli 1837 – 3. Juli 1845 | Michigan (26. Januar 1837) | Great Star-Version |
| 27     |        | 4. Juli 1845 – 3. Juli 1846 | Florida (3. März 1845) | |
| 28     |        | 4. Juli 1846 – 3. Juli 1847 | Texas (29. Dezember 1845) | |
| 29     |        | 4. Juli 1847 – 3. Juli 1848 | Iowa (28. Dezember 1846) | |
| 29     |        | 4. Juli 1847 – 3. Juli 1848 | Iowa (28. Dezember 1846) | Da die Anordnung der Sterne erst 1912 definiert wurde, waren viele Varianten möglich. Die Diamantanordnung war häufig und populär. |
| 30     |        | 4. Juli 1848 – 3. Juli 1851 | Wisconsin (29. Mai 1848) | |
| 31     |        | 4. Juli 1851 – 3. Juli 1858 | Kalifornien (9. September 1850) | |
| 32     |        | 4. Juli 1858 – 3. Juli 1859 | Minnesota (11. Mai 1858) | |
| 33     |        | 4. Juli 1859 – 3. Juli 1861 | Oregon (14. Februar 1859) | |
| 33     |        | 4. Juli 1859 – 3. Juli 1861 | Oregon (14. Februar 1859) | Great Star-Version |
| 33     |        | 1861                        | Oregon (14. Februar 1859) | Fort Sumter Flag: Diese Version mit dem Diamanten im Zentrum der Sterne wehte über Fort Sumter zu Beginn des Sezessionskrieges. |
| 34     |        | 4. Juli 1861 – 3. Juli 1863 | Kansas (29. Januar 1861) | |
| 35     |        | 4. Juli 1863 – 3. Juli 1865 | West Virginia (20. Juni 1863) | |
| 36     |        | 4. Juli 1865 – 3. Juli 1867 | Nevada (31. Oktober 1864) | |
| 36     |        | 4. Juli 1865 – 3. Juli 1867 | Nevada (31. Oktober 1864) | Wagenradversion der Flagge |
| 37     |        | 4. Juli 1867 – 3. Juli 1877 | Nebraska (1. März 1867) | |
| 37     |        | 4. Juli 1867 – 3. Juli 1877 | Nebraska (1. März 1867) | Anlässlich der Hundertjahr-Feiern der USA wurden viele Varianten der Flagge entworfen, unter anderem auch dieser Verweis auf die Betsy Ross Flag |
| 38     |        | 4. Juli 1877 – 3. Juli 1890 | Colorado (1. August 1876) | |
| 38     |        | 4. Juli 1877 – 3. Juli 1890 | Colorado (1. August 1876) | Der innere Kreis hat 13 Sterne, die für die Gründerstaaten stehen und ist ein Bezug zur Betsy Ross Flag. Der große zentrale Stern symbolisiert den neu beigetretenen Staat Colorado. |
| 43     |        | 4. Juli 1890 – 3. Juli 1891 | North Dakota (2. November 1889) South Dakota (2. November 1889) Montana (8. November 1889) Washington (11. November 1889) Idaho (3. Juli 1890) | |
| 44     |        | 4. Juli 1891 – 3. Juli 1896 | Wyoming (10. Juli 1890) | |
| 45     |        | 4. Juli 1896 – 3. Juli 1908 | Utah (4. Januar 1896) | |
| 46     |        | 4. Juli 1908 – 3. Juli 1912 | Oklahoma (16. November 1907) | |
| 48     |        | 4. Juli 1912 – 3. Juli 1959 | New Mexico (6. Januar 1912) Arizona (14. Februar 1912)                                                                                         | Die 48-Sterne-Flagge war die Siegesflagge der US-Armee im Ersten und Zweiten Weltkrieg und wird deshalb auch als Old Glory Flag bezeichnet. |
| 49     |        | 4. Juli 1959 – 3. Juli 1960 | Alaska (3. Januar 1959) | |
| 50     |        | seit 4. Juli 1960           | Hawaii (21. August 1959) | aktuelle Flagge der USA. Seit dem 4. Juli 2007 ist sie die am längsten unveränderte Flagge in der Geschichte der USA. Davor war es die 47 Jahre unveränderte Old Glory Flag (1912–1959). |

### Flaggen und Symbole derKonföderierten Staaten
siehe: Kriegsflaggen der Konföderierten Staaten von Amerika, Flaggen der Sezessionsstaaten, Sezessionskrieg
| Flagge/Siegel | Datum                            | Beschreibung / Bemerkung |
| ------------- | -------------------------------- | --- |
|               | 1862–1865                        | Das Siegel der Konföderierten Staaten zeigt George Washington zu Pferd, in der gleichen Position wie eine Statue in Richmond. Die englische Inschrift lautet "The Confederate States of America: 22 February 1862". Das lateinische Motto „Deo Vindice“ bedeutet Mit Gott als unserem Beschützer.                                          |
|               | 4. März 1861 – 26. Mai 1861      | Stars and Bars, erste Nationalflagge der Konföderierten Staaten von Amerika mit sieben Sternen (Staaten) (engl.: Confederate States of America; Abkürzung: CSA) |
|               | 21. Mai 1861 – 2. Juli 1861      | Nationalflagge der CSA mit neun Sternen (Staaten) |
|               | 2. Juli 1861 – 28. November 1861 | Nationalflagge der CSA mit elf Sternen (Staaten) |
|               | 28. November 1861 – 1. Mai 1863  | Nationalflagge der CSA mit 13 Sternen (Staaten) |
|               | 1. Mai 1863 – 4. März 1865       | Nationalflagge der CSA (Stainless Banner) |
|               | 4. März 1865 – 26. Mai 1865      | Letzte Nationalflagge der Konföderierten Staaten von Amerika (CSA). Zuvor wurde eine Flagge ohne den roten Streifen am rechten Rand verwendet, um jedoch eine Verwechselung mit der weißen Kapitulationsfahne zu verhindern, führte man diese Variante am 4. März 1865 ein.                                                                |
|               | 1861–1863                        | Gösch der Kriegsmarine der CSA (sieben Sterne bzw. Staaten) |
|               | 1863–1865                        | Gösch der Kriegsmarine der CSA. Die Flagge wurde erst am 26. Mai 1863 eingeführt und bis zum Ende des Krieges benutzt. Heutzutage ist das Modell das allgemein anerkannte Symbol des „Südens“, wo es den Namen „Rebellen“- bzw. „Dixie“-Flagge trägt. Fälschlicherweise wird sie auch als „Konföderierten-Flagge“ bezeichnet. (Rebel Flag) |
|               | 1865                             | Zollflagge der CSA |
|               | November 1861 – Mai 1862         | Kriegsflagge der CSA |
|               | Mai 1862 – April 1865            | Kriegsflagge der CSA |

#### Flaggen der konföderierten Bundesstaaten
siehe Flaggen der Sezessionsstaaten

## Die Zukunft der Flaggen
| Sterne | Flagge | Beschreibung / Bemerkung |
| ------ | ------ | --- |
| 51     |        | In Washington, D.C. und Puerto Rico gibt es starke politische Bestrebungen, das jeweilige Territorium in den 51. Bundesstaat zu verwandeln. Auch die US-Außengebiete Amerikanische Jungferninseln, Nördliche Marianen, Guam und Amerikanisch-Samoa könnten in ferner Zukunft Bundesstaaten werden. Das United States Army Institute of Heraldry hat Flaggen mit bis zu 57 Sternen in Planung. |

## Flaggen anderer Staaten, die auf der Flagge der Vereinigten Staaten basieren
siehe: Auf den Stars and Stripes basierende Flaggen
| Flagge/Siegel | Datum     | Beschreibung / Bemerkung |
| ------------- | --------- | --- |
|               | seit 1828 | Die Flagge Uruguays war in den Farben von der Flagge Argentiniens und von der Streifenflagge der USA beeinflusst.                                                                   |
|               | seit 1847 | Die Flagge Liberias ist der Flagge der USA nachempfunden, des Landes, aus dem die meisten der Einwohner als freigelassene Sklaven kamen.                                            |
|               | seit 1902 | Die Flagge Kubas wurde 1850 der texanischen Fahne nachempfunden. Narciso López hatte den Plan, Kuba von der spanischen Kolonialherrschaft zu befreien und in die USA einzugliedern. |
|               | seit 1960 | Die Flagge Togos ging aus einem Flaggenwettbewerb hervor. |
|               | seit 1963 | Die Flagge Malaysias ist inspiriert durch die Flagge der USA, verwendet aber mit dem Halbmond und dem Stern traditionelle Symbole des Islam.                                        |

### Subnationale Gebiete
| Flagge/Siegel | Datum     | Beschreibung / Bemerkung |
| ------------- | --------- | --- |
|               | seit 1987 | Die Flagge des Bikini-Atolls soll an die „große Schuld“ der USA gegenüber den Bikinianern erinnern für die Zerstörungen und die radioaktive Verseuchung in Zusammenhang mit der Zündung der H-Bombe 1954 (Operation Castle). |